# Santalum
Genre
Classification APG III (2009)
Santalum est un genre de plantes ligneuses de la famille des Santalaceae, qui peuvent être des arbres ou des arbustes, et dont beaucoup d'espèces sont des parasites chlorophylliens. De nombreuses plantes de ce genre produisent un bois très aromatique, utilisé en parfumerie ou en herboristerie, parmi lesquelles le « bois de santal » dont le plus connu est le Santal blanc indien (Santalum album), d'origine asiatique, qui a été exploité presque jusqu'à l'extinction à l'état sauvage, et une espèce australienne largement cultivée, Santalum spicatum, qui offre une alternative moins chère.

## Liste des espèces
Selon NCBI (29 nov. 2017) :
- Santalum acuminatum
- Santalum album
- Santalum austrocaledonicum
- Santalum boninense
- Santalum ellipticum
- Santalum fernandezianum
- Santalum freycinetianum
- Santalum haleakalae
- Santalum insulare
- Santalum lanceolatum
- Santalum lanceolatum × Santalum leptocladum
- Santalum leptocladum
- Santalum macgregorii
- Santalum murrayanum
- Santalum obtusifolium
- Santalum paniculatum
- Santalum papuanum
- Santalum pyrularium x Santalum involutum
- Santalum spicatum
- Santalum yasi